# الحمادية (سوريا)
الحمادية قرية سورية صغيرة تتبع ناحية السفرقية في محافظة اللاذقية، ولها موقع استراتيجي فهي تقع علي استراد القرداحة الجديد من جهة، وعلى استراد القرداحة القديم من جهة أخرى، ويربط بينهما طريق معبدة يتوسطه جسر يقع فوق النهر الذي ينبع من أعالي جبال «القرداحة»، يسمى هذا النهر محليا نهر «أبو جاكوش» أو نههر أبو مطرقة تشتهر بزراعة الحمضيات والزيتون، أشهر أعيانها آل عيوش ويشتهر منهم المهندس المعماري حسن جميل عيوش ، يجمع سكان المنطقة أنها أفضل أماكن الصيد بأنواعه،  تعتمد العمارة في القرية على الاسمنت كمادة بناء رئيسية تكاد تكون وحيدة بالإضافة لحجر «الخفان»، تشتهر القرية بتضاريسها المتنوعة فبعض المناطق سهلية وبعضها الآخر جبلية ويغلب عليها الهضاب، وسائل النقل هي السيارات مختلفة الأنواع، والدراجات النارية، أكثر من 50% من سكانها هاجروا في فترات سابقة إلى العاصمة «دمشق» بسبب الصعوبات المعيشية التي مروا بها وبحثا عن حياة أفضل.
‌